# Hans Eichel
Hans Eichel (ur. 24 grudnia 1941 w Kassel) – niemiecki polityk, nauczyciel i samorządowiec, działacz Socjaldemokratycznej Partii Niemiec (SPD), w latach 1991–1999 premier Hesji, minister finansów Niemiec w latach 1999–2005, poseł do Bundestagu.

## Życiorys
Po maturze studiował germanistykę, filozofię, politologię, historię i pedagogikę na uniwersytetach w Berlinie i Marburgu. W 1968 i 1970 zdał państwowe egzaminy nauczycielskie, przez kilka lat pracował jako nauczyciel w Kassel.
W 1964 dołączył do Socjaldemokratycznej Partii Niemiec. Był członkiem zarządu federalnego jej organizacji młodzieżowej Jusos. W 1975 został burmistrzem Kassel, urząd ten sprawował nieprzerwanie do 1991. Awansował w międzyczasie w partyjnej strukturze. W 1984 został członkiem zarządu federalnego SPD, a w 1999 członkiem prezydium partii. W latach 1989–2001 przewodniczył socjaldemokratom w Hesji. W latach 1991–1999 zasiadał w heskim landtagu, jednocześnie pełnił wówczas funkcję premiera tego kraju związkowego. W latach 1998–1999 był przewodniczącym Bundesratu.
W kwietniu 1999 zastąpił Oskara Lafontaine na stanowisku ministra finansów w pierwszym rządzie Gerharda Schrödera. Funkcję tę pełnił również w drugim gabinecie tego kanclerza do listopada 2005. Określany jest jako główny inicjator powołania grupy ekonomicznej G20.
W międzyczasie w 2002 uzyskał mandat posła do Bundestagu. Wykonywał go przez dwie kadencje do 2009, kiedy to wycofał się z aktywności politycznej.